# Szarkan (Rosja)
Szarkan (ros. Шаркан) – wieś (sieło) w Rosji, w Udmurcji, ośrodek administracyjny rejonu szarkańskiego. W 2021 liczyła 7417 mieszkańców.